# Griselinia
Griselinia ist die einzige Pflanzengattung der Familie der Griseliniaceae innerhalb der Doldenblütlerartigen (Apiales).

## Beschreibung

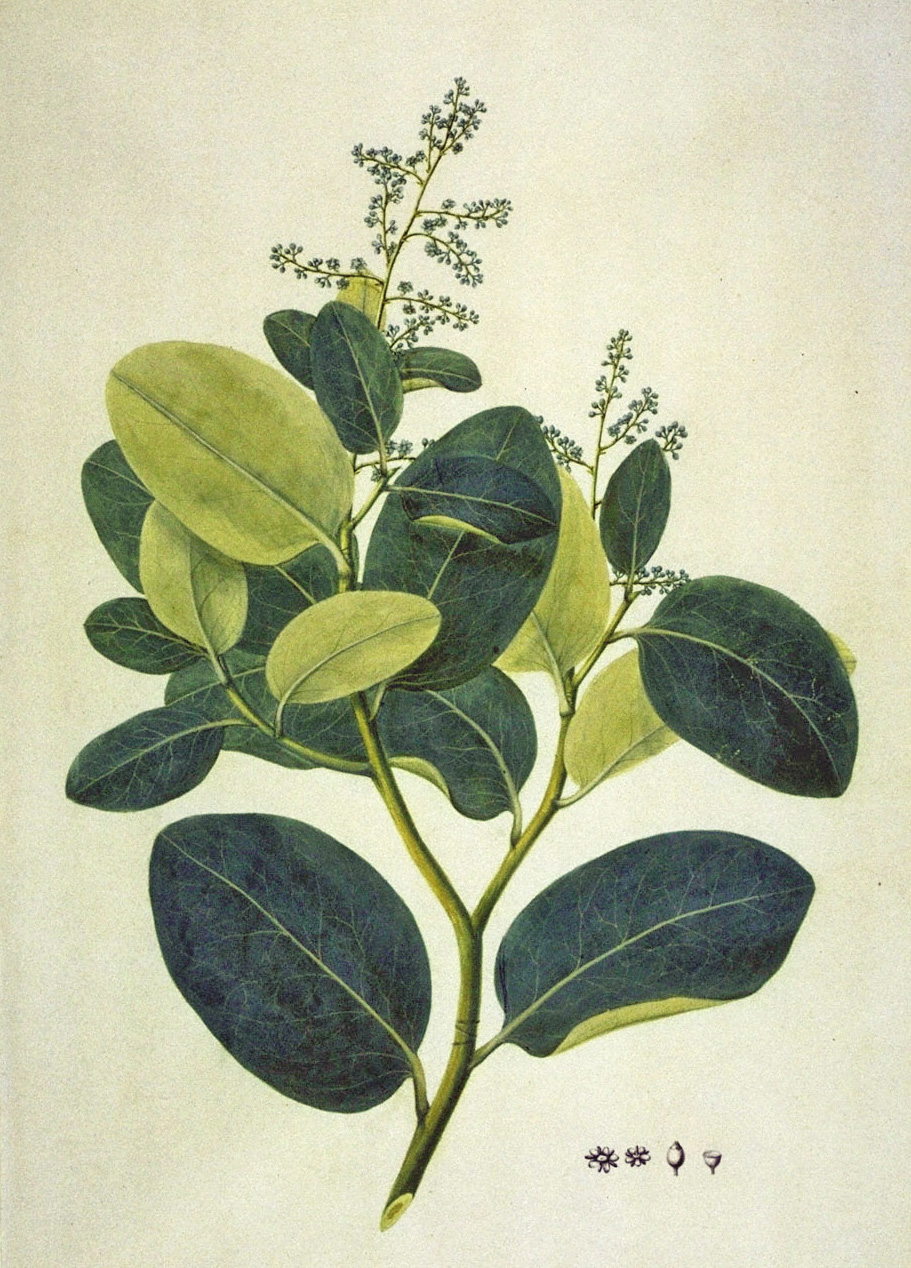
Illustration von Griselinia lucida von Frederick Polydore Nodder

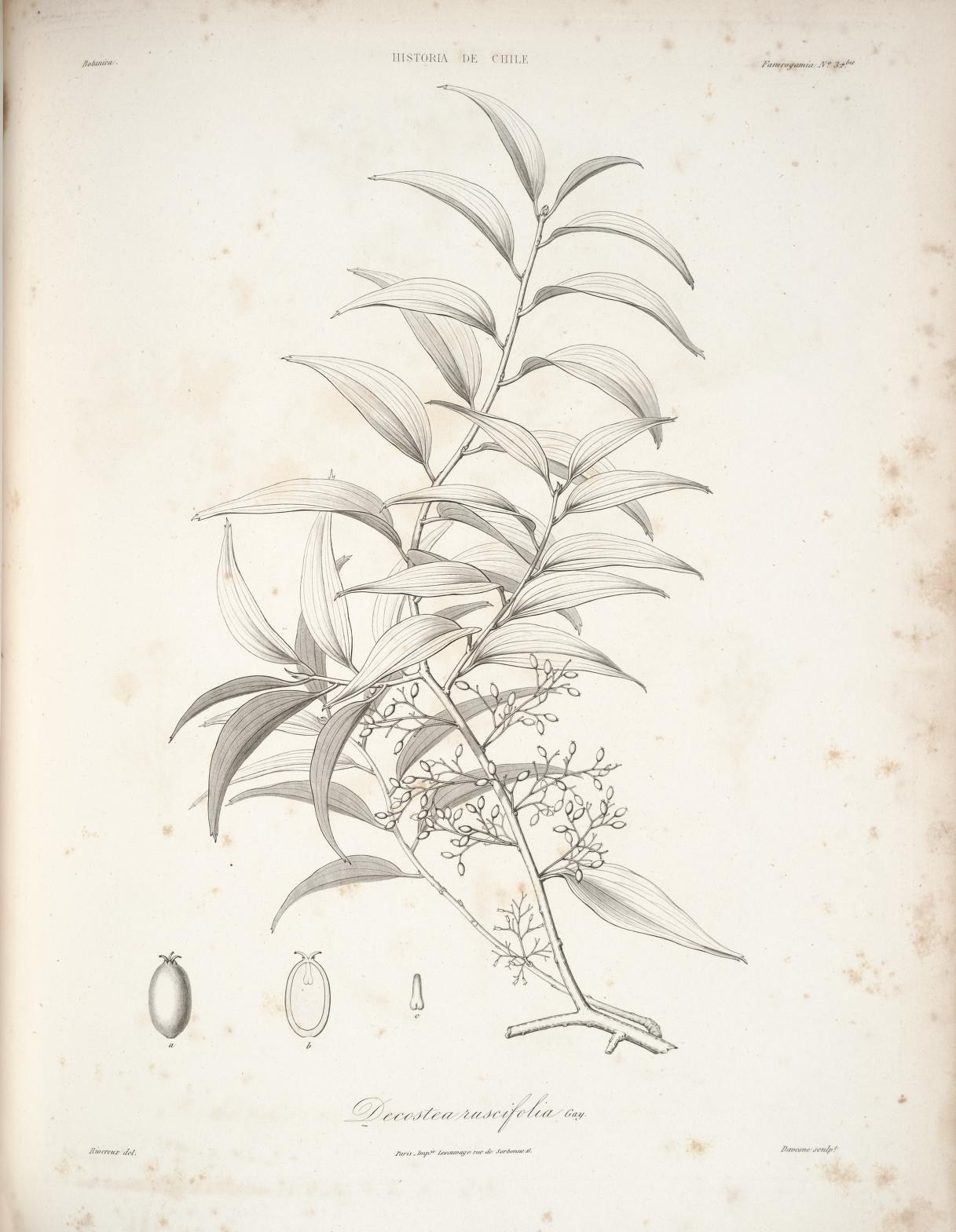
Illustration aus Historia fisica y politica de Chile segun documentos adquiridos en esta republica durante doce anÌƒos de residencia en ella y publicada bajo los auspicios del supremo gobierno von Griselinia ruscifolia

### Vegetative Merkmale
Es sind immer verholzende Pflanzen, es handelt sich um Sträucher, kleine Bäume oder Lianen. Manchmal wachsen sie epiphytisch. Sie sind meistens immergrün.
Die wechselständig und spiralig oder zweireihig an den Zweigen angeordneten Laubblätter sind in Blattstiel und Blattspreite gegliedert. Die Blattspreiten sind einfach und ledrig. Bei einzelnen Arten sind die Blattränder gezähnt, die anderen haben glatte Blattränder. Bei manchen Arten sind die Laubblätter asymmetrisch. Nebenblätter fehlen.

### Generative Merkmale
Sie sind zweihäusig getrenntgeschlechtig (diözisch). Die Blütenstände sind unterschiedlich aufgebaut. Die eingeschlechtigen Blüten sind klein, fünfzählig und radiärsymmetrisch.
Bei den männlichen Blüten sind je fünf Kelch- und Kronblätter vorhanden; bei den weibliche Blüten sind die Kelchblätter winzig und Kronblätter fehlen oft. Männliche Blüten enthalten fünf freie, fertile Staubblätter. Bei den weibliche Blüten sind drei Fruchtblätter zu einem unterständigen Fruchtknoten verwachsen mit drei Stempeln, aber nur zwei Fruchtblätter sind fertil.

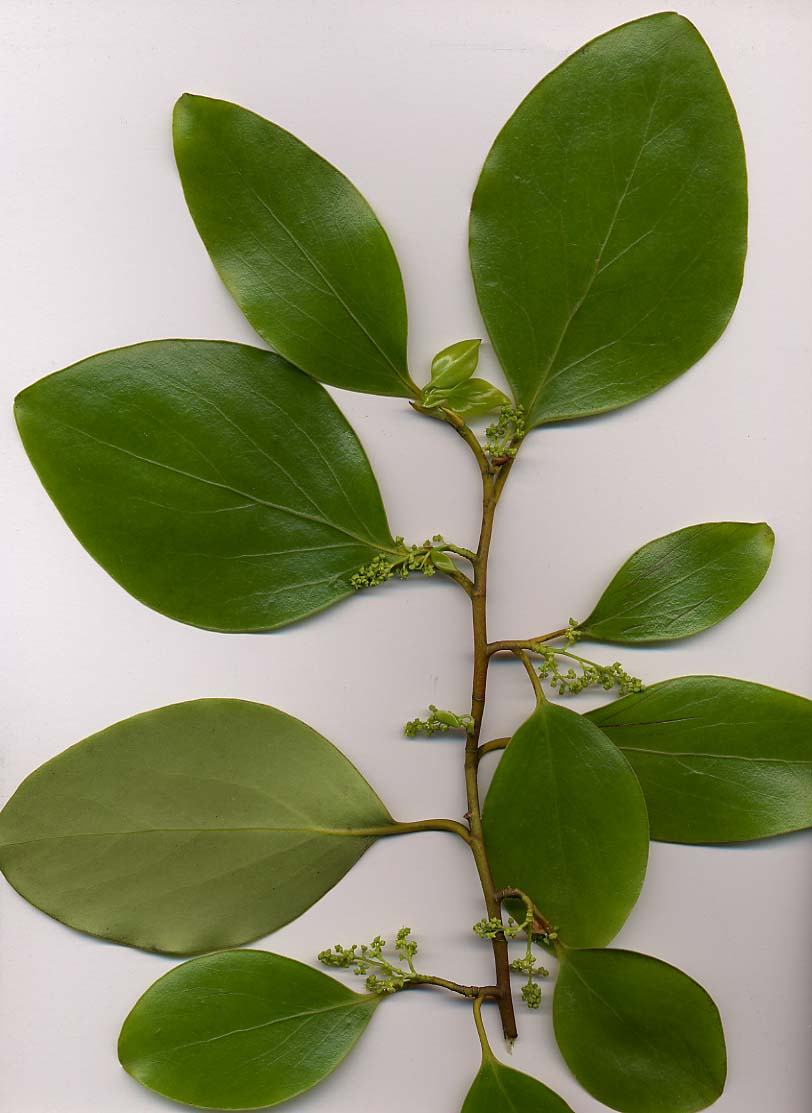
Zweig mit wechselständigen, einfachen Laubblättern und Blütenständen von Griselinia littoralis

Sie bilden einsamige Beeren.

## Systematik und Verbreitung
Die Gattung Griselinia G.Forst. wurde 1786 durch Georg Forster in Florulae Insularum Australium Prodromus, Seite 75 aufgestellt. Der Gattungsname Griselinia ehrt wahrscheinlich den italienischen Universalgelehrten Francesco Griselini (1717–1787). Typusart ist Griselinia lucida (J.R.Forst. & G.Forst.) G.Forst. Die Familie Griseliniaceae wurde 1987 durch Armen Leonovich Takhtajan in Sistema Magnoliofitov, Seite 209 aufgestellt.
Früher wurde die Gattung Griselinia in die Familie der Hartriegelgewächse (Cornaceae) eingeordnet.
Sie haben ein stark disjunktes Areal: Neuseeland und das südliche Südamerika (Chile, Argentinien und südöstliches Brasilien). Eine solche Verbreitung ist bei manchen alten Pflanzengruppen zu finden – siehe Gondwana-Urkontinent. Sie sind ein typisches Beispiel für das Antarktische Florenreich.
Es gibt sechs Arten in der Gattung Griselinia und damit auch in der Familie Griseliniaceae:
- Neuseeländische Arten:

Die zwei neuseeländischen Arten sind große Sträucher oder Bäume, die Wuchshöhen von 4 bis 20 Metern erreichen können.
- Griselinia littoralis (Raoul) Raoul: Die ledrigen, sattgrünen Laubblätter sind oval und 6 bis 14 cm lang. Die grünlichen bis gelben, kleine Blüten liefern Bienen viel Nektar. Die kleinen Früchte sind schwarz-purpurfarben. Sein Maori-Name ist „Kapuka“ oder „Papauma“. Diese Art wird auch als Zierpflanze verwendet.
- Griselinia lucida G.Forst.: Sein Maori-Name ist „Akapuka“. Er unterscheidet sich von Griselinia littoralis vor allem durch längere Blätter, die 12 bis 18 cm lang sind.

- Südamerikanische Arten:

Die südamerikanischen Arten sind kleine Sträucher, die Wuchshöhen von 1 bis 5 Meter erreichen. Alle Arten werden in ihrer Heimat „Yelmo“ genannt.
- Griselinia carlomunozii M.O.Dillon & Muñoz-Schick: Die Heimat ist der Küstenstreifen des nördlichen Chiles (Region Antofagasta = Region II).
- Griselinia jodinifolia (Griseb.) Taub.: Sie ist in Chile verbreitet.
- Griselinia racemosa (Phil.) Taub.: Sie kommt nur in den südchilenischen Regionen Los Lagos sowie Aisén (Regionen X sowie XI) und im angrenzenden Gebiet in Argentinien (die westliche Provinz Chubut).
- Griselinia ruscifolia (Clos) Taub.: Sie ist in Argentinien, Chile und im südöstlichen Brasilien verbreitet.
- Griselinia scandens (Ruiz & Pav.) Taub.: Sie ist Zentral- und Südchile verbreitet.